# Wolfgang Weingart

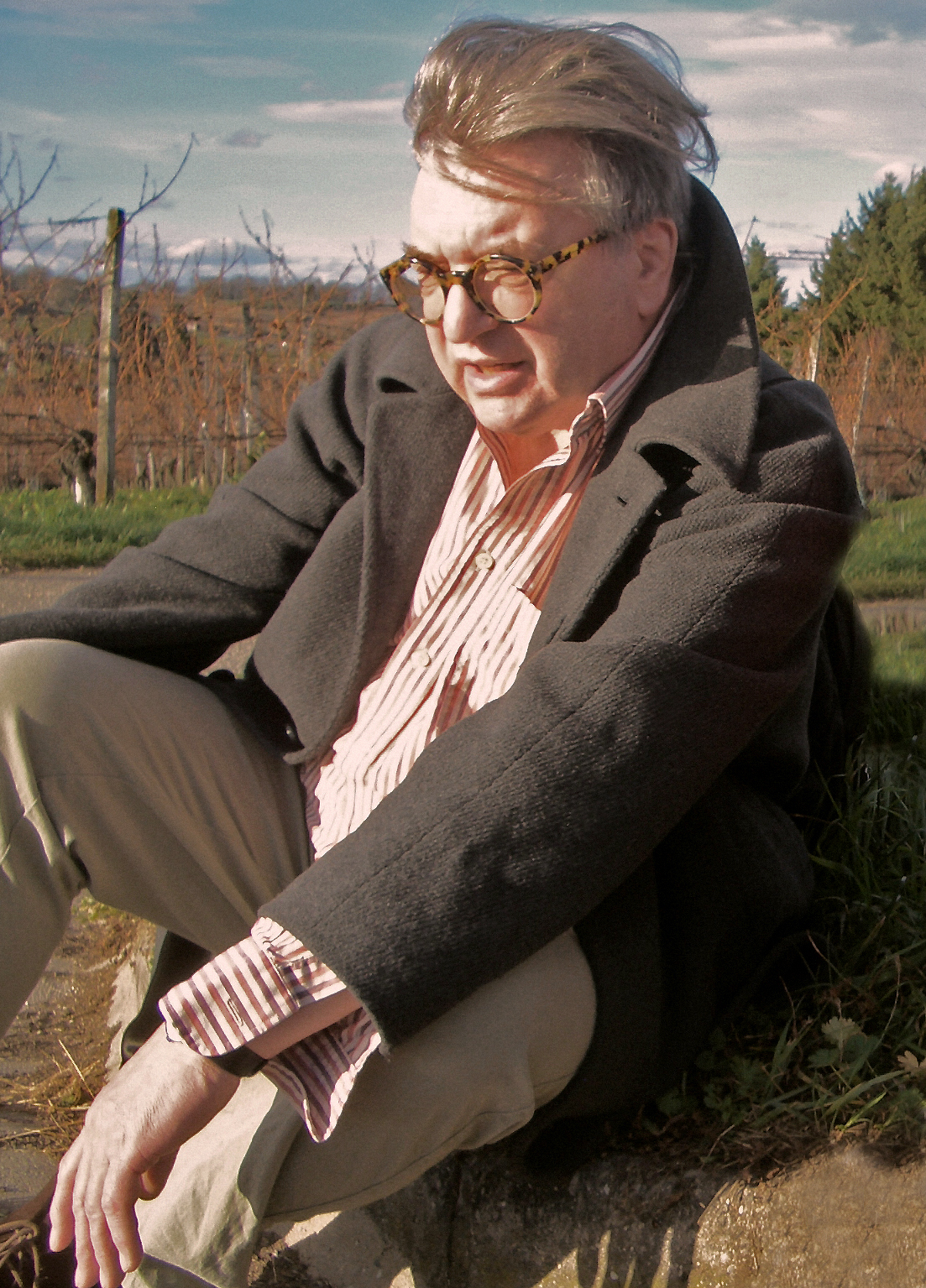
Wolfgang Weingart (2011)

Wolfgang Weingart (* 6. Februar 1941 im baden-württembergischen Salemertal; † 12. Juli 2021) war ein deutscher Grafik-Designer, Typograf und Lehrer, der seit 1964 in Basel lebte und arbeitete. Zusammen mit Hans-Rudolf Lutz erneuerte und erweiterte er in den 1970er-Jahren den Beruf des Typografen.

## Leben und Wirken

### Kindheit
Weingart verbrachte seine ersten dreizehn Jahre im Salemertal. Er bezeichnete diese Jahre rückblickend als „die entscheidendsten Jahre für meine eigene und berufliche Entwicklung.“ Ab 1954 lebte er mit seiner Familie für zwei Jahre in Lissabon. Von Mai 1954 bis Juli 1956 besuchte er die Deutsche Schule in Lissabon. An Wochenenden und während der Schulferien nahmen ihn die Eltern auf Reisen mit. Die Archäologie und die Museen eröffneten ihm neue Welten und weckten sein Interesse für Kunst und Kultur.

### Ausbildung
Im April 1958 begann Weingart an der Merz Akademie in Stuttgart eine zweijährige Ausbildung im Bereich der angewandten Grafik und Kunst. In der Schuldruckerei lernte er das Handwerk des Schriftsetzens und das Drucken von Linol- und Holzschnitten kennen.
Im Mai 1960 begann Weingart eine dreijährige Schriftsetzerlehre in der kleinen Stuttgarter Druckerei Ruwe, die Setzerei war nur auf den Handsatz beschränkt. In Gesprächen unter den Lehrlingen fielen Namen wie Karl Gerstner, Emil Ruder, Armin Hofmann, Siegfried Odermatt und Carlo Vivarelli. Weingarts Lehrzeit war eng verbunden mit der Schweizer Typografie und der Fachzeitschrift Neue Grafik. Die Schweizer Typografie wurde für ihn „zu einem Neubeginn für alles das, was mich bisher begeistert und überzeugt hatte, woran ich glaubte, was ich liebte und erlernen wollte.“
1963 reiste Weingart nach Basel. An der dortigen Kunstgewerbeschule wollte er sich für das Frühjahrssemester 1964 bewerben. Mit ausgewählten Arbeiten aus seiner Lehrzeit sprach er bei Emil Ruder und Armin Hofmann vor. Beide Lehrer zeigten sich überrascht über die Entwürfe des 22-jährigen Schriftsetzers und Armin Hofmann fragte ihn, ob er in naher Zukunft Lust hätte, bei ihm Typografie zu unterrichten. Im April 1964 zog Weingart von Stuttgart nach Basel. Als Hospitant besuchte er unregelmäßig die Schule, in ihrer Satzwerkstatt realisierte er seine eigenen Projekte und entwickelte sich zu einem typografischen Gestalter ganz eigener Prägung. Weingart gestaltete aus dem Satzmaterial typografische Bilder: Textlandschaften, archäologische Eindrücke, Partituren – typografische Bilder, die gesehen und erst auf den zweiten Blick gelesen werden wollten.

### Lehrtätigkeit
Im April 1968, mit 27 Jahren, begann er seine Lehrtätigkeit in der neu gegründeten Weiterbildungsklasse für Grafik an der Kunstgewerbeschule Basel. Bis 2004 prägte Weingart mehrere Generationen typografischer Gestalter aus den USA, Australien, Neuseeland, Asien und Europa. Zu seinen bekanntesten Schülerinnen und Schülern zählten April Greiman und Dan Friedman. Mit Vorträgen und Seminaren war Weingart an Universitäten und Hochschulen auf allen Kontinenten zu Gast.

## Auszeichnungen
Seine Arbeiten wurden vom Bundesamt für Kultur in Bern mit dem Schweizer Grand Prix Design 2014 ausgezeichnet. 2013 erhielt er die AIGA-Medaille und ab Mai 2005 trug er den Titel des Ehrendoktors der bildenden Kunst.

## Veröffentlichungen
- Weingart: Typography – Wege zur Typografie, Lars Müller Publishers, Baden 2000, ISBN 978-3-907044-86-5.
- Typographisches Bewusstsein. In: Vera von Bühlmann, Martin Wiedmer (Hrsg.): pre-specifics. Komparatistische Beiträge zur Forschung in Design und Kunst. jrp ringier, Zürich 2008, ISBN 978-3-905829-29-7, S. 100–105.
- Die Befreiung der Typografie. Ein Interview mit Wolfgang Weingart, In: Lars Harmsen (Hrsg.): Slanted #23 – swiss issue. Karlsruhe 2014, ISSN 1867-6510, S. 208–217.